# Ficus tonduzii
Ficus tonduzii är en mullbärsväxtart som beskrevs av Paul Carpenter Standley. Ficus tonduzii ingår i släktet fikonsläktet, och familjen mullbärsväxter. Inga underarter finns listade i Catalogue of Life.